# كليفتون مالوني
كليفتون مالوني (بالإنجليزية: Clifton Maloney)‏ هو شخصية أعمال أمريكي، ولد في 15 أكتوبر 1937 في فيلادلفيا في الولايات المتحدة، وتوفي في 25 سبتمبر 2009 في تشو أويو في نيبال.